# Heterocampa belfragei
Heterocampa belfragei är en fjärilsart som beskrevs av Augustus Radcliffe Grote 1879. Heterocampa belfragei ingår i släktet Heterocampa och familjen tandspinnare. Inga underarter finns listade i Catalogue of Life.